# Burgstall Rupprechtsteine
Der Burgstall Rupprechtsteine, auch als Burgstall auf den Rupprechtsteinen bezeichnet, ist eine abgegangene mittelalterliche Höhenburg unmittelbar über dem Tal des Kaiserbaches, rund 650 Meter nordnordwestlich des Ortsteiles Kainach der Gemeinde Hollfeld im oberfränkischen Landkreis Bayreuth in Bayern, Deutschland. Über diese Spornburg sind keine geschichtlichen oder archäologischen Informationen bekannt, sie wird grob als mittelalterlich datiert, und war möglicherweise eine Vorgängeranlage der Veste Kainach, des heutigen Schlosses. Erhalten hat sich von der Anlage auf einem Felssporn nur ein Graben und ein Randwall. Die Burgstelle ist als Bodendenkmal Nummer D-4-6033-0079: „Mittelalterlicher Burgstall“ geschützt.

## Beschreibung
Die heute bewaldete Burgstelle in der Flur Schnabelweide befindet sich auf rund 420 m ü. NN Höhe über dem Talgrund des Kaiserbaches auf einem nach Westsüdwesten gerichteten Felssporn, der aus dem Nordwesthang des Tales hervorspringt. Nach Osten schließt sich leicht ansteigend die Jura-Hochfläche an, die restlichen Seiten fallen steil, teilweise senkrecht ab.
Die nur etwa 30 × 15 Meter große Burgstelle ist zweigeteilt; die westliche Hälfte befindet sich auf einer steil aufragenden Felsklippe, die gleich große östliche Hälfte liegt vier Meter tiefer. Gegen die leicht ansteigende Hochfläche im Osten ist die Burgstelle durch einen Abschnittsgraben gesichert, dieser ist rund zehn Meter breit und von außen vier Meter tief. Die Ränder dieses Sohlgrabens fallen steil ab und erscheinen geglättet. Über dem Graben zieht sich an der Ostseite des Burgstalles ein Wall entlang, der an der Südostecke der Burgstelle nach Westen umbiegt und immer flacher werdend an der Felsklippe endet. Mauerreste oder sonstige Bebauungsspuren sind  nicht mehr vorhanden.